# Wes Hoolahan

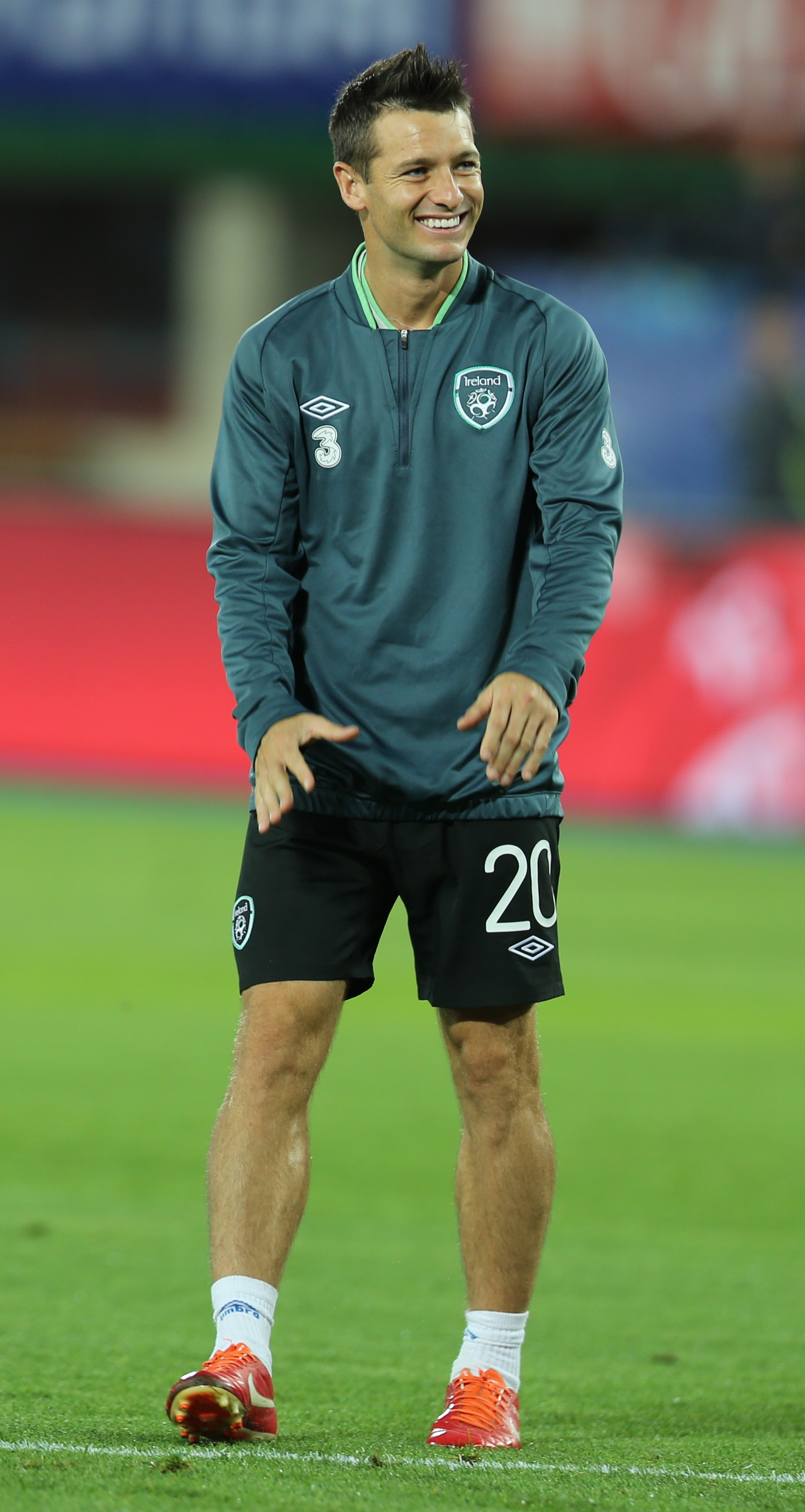
Wes Hoolahan (2013)

Wesley „Wes“ Hoolahan (* 20. května 1982, Dublin, Irsko) je irský fotbalový záložník a reprezentant, od roku 2008 hráč anglického klubu Norwich City FC.

## Klubová kariéra
- Belvedere FC (mládež)
- Shelbourne FC 2001–2006
- Livingston FC 2006–2007
- →  Blackpool FC (hostování) 2006–2007
- Blackpool FC 2007–2008
- Norwich City FC 2008–

## Reprezentační kariéra
Nastupoval v irské mládežnické reprezentaci U21.
Za reprezentační A-mužstvo Irska debutoval 29. 5. 2008 v přátelském utkání v Londýně proti reprezentaci Kolumbie (výhra 1:0). Další reprezentační start si připsal až v listopadu 2012.